# Бороре
Бороре (італ. Borore, сард. Bòrore) — муніципалітет в Італії, у регіоні Сардинія,  провінція Нуоро.
Бороре розташоване на відстані близько 370 км на південний захід від Рима, 115 км на північ від Кальярі, 50 км на захід від Нуоро.
Населення — 2174 особи (2014).

## Демографія
Населення за роками:

Станом на 1 січня 2023 року в муніципалітеті офіційно проживало 27 іноземців з 10 країн, серед них 16 громадян країн Євросоюзу та 4 громадяни України.

## Сусідні муніципалітети
- Аїдомаджоре
- Бірорі
- Дуалькі
- Макомер
- Норбелло
- Санту-Луссурджу
- Скано-ді-Монтіферро